# Florilegio Medicinal
Florilegio Medicinal (abreviado Florilegio Medicinal) es un libro con ilustraciones y descripciones botánicas que fue escrito por el jesuita alemán de Moravia Juan de Esteyneffer y publicado en el año 1712.
Florilegio Medicinal, compila una combinación de la medicina tradicional del Nuevo Mundo y la europea De materia medica y el diagnóstico médico europeo del siglo XVIII.
Florilegio Medicinal, fue publicado por primera vez en 1712 (México), combinando los conocimientos médicos Europeos con el conocimiento de los pueblos indígenas en el uso de hierbas y medicinas de México este fue escrito en un lenguaje claro y sencillo fácil de entender. El libro consta de tres secciones o libros: Medicina, Cirugía, y las drogas.
"Libro Primero", el primer libro, es una antología de la medicina y proporciona información sobre las causas y los síntomas de las dolencias y enfermedades.
"Libro Segundo", el segundo libro, es un "corto epítome de la medicina y la cirugía y el tratamiento de diversos tumores, heridas, úlceras, fracturas, dislocaciones, hemorragias, problemas de respiración, y de las sanguijuelas."
"Libro Tercero", el tercer y último libro, es un catálogo de las drogas y de la forma de componerlas y como hacer uso de ellas, incluye una lista en orden alfabético de las drogas en la contraportada del libro.